# USS West Virginia (BB-48)
«Вест Вирджиния» (англ. USS West Virginia (BB-48)) — линейный корабль США. Четвёртый корабль типа «Колорадо» или типа «Мэриленд» — ставших последними супердредноутами ВМС США, построенными в ходе Первой мировой войны до заключения Вашингтонского морского договора (1922). Стал третьим линкором ВМС США, в качестве главного калибра которого использовали 406-мм морские орудия 16"/45 Mark 1.
«Вест Вирджиния» был вторым кораблём ВМС США, который был назван в честь 35-го штата. 
Его киль был заложен 12 апреля 1920 года в Newport News Shipbuilding and Drydock Company of Newport News, штат Вирджиния. Корабль был спущен на воду 19 ноября 1921 года. Линкор был введён в эксплуатацию 1 декабря 1923 года, капитаном был назначен Томас Дж. Сенн.
«Вест Вирджиния» стал последним «супер-дредноутом», введённым в строй до заключения Вашингтонского морского соглашения. Спроектирован линкор «Западная Вирджиния» был до Ютландского сражения, и на тот момент воплощал новейшие знания военно-морской архитектуры, имея водонепроницаемые переборки корпуса и внушительный масштаб броневой защиты.
В ходе атаки на Пёрл-Харбор 7 декабря 1941 года получил попадания 9 торпед и 2 авиабомб, после чего лёг на грунт на ровном киле. Командир линкора Марвин Беннион получил тяжёлое ранение и вскоре скончался.

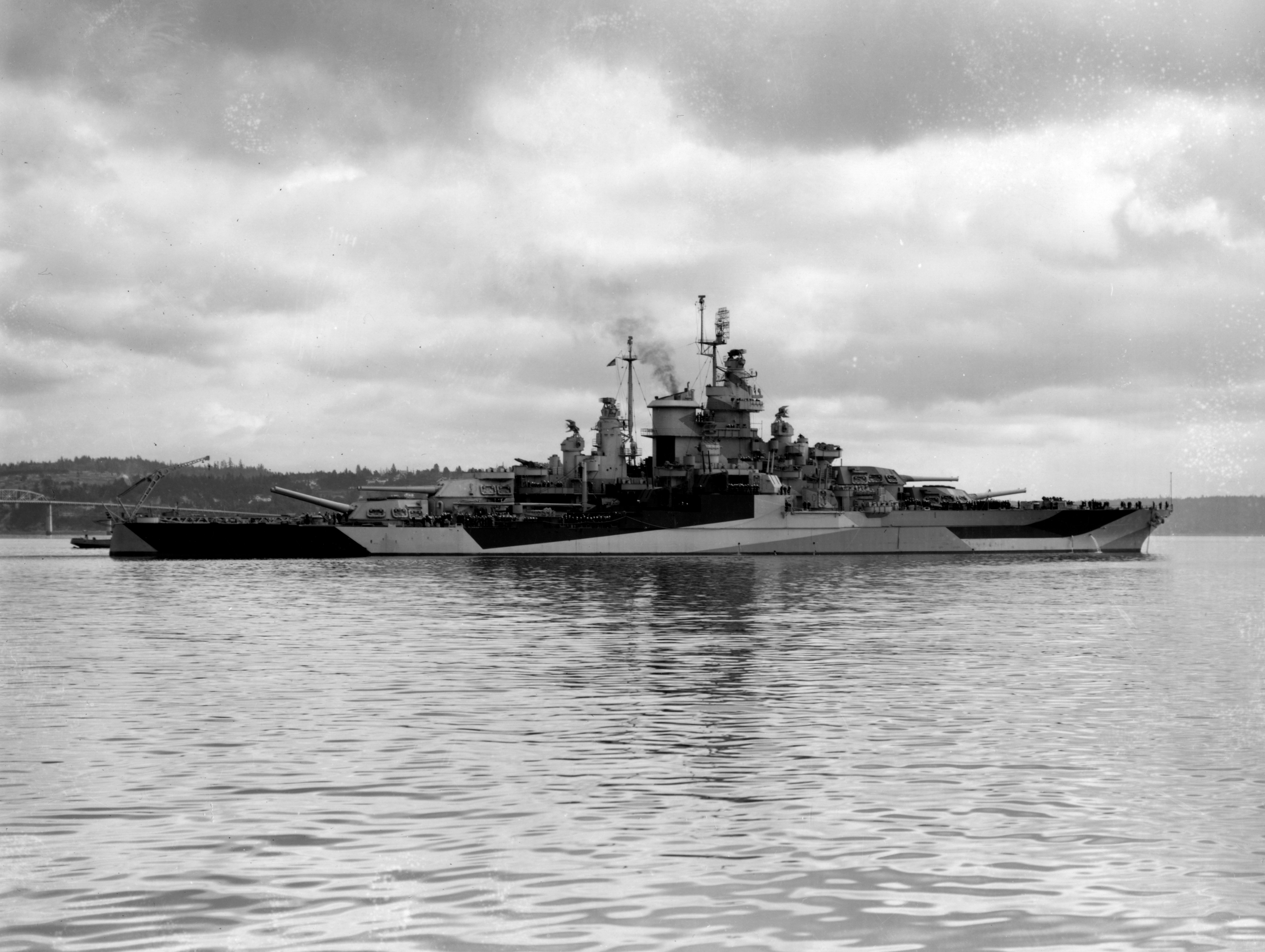
«Западная Вирджини» в июне 1944

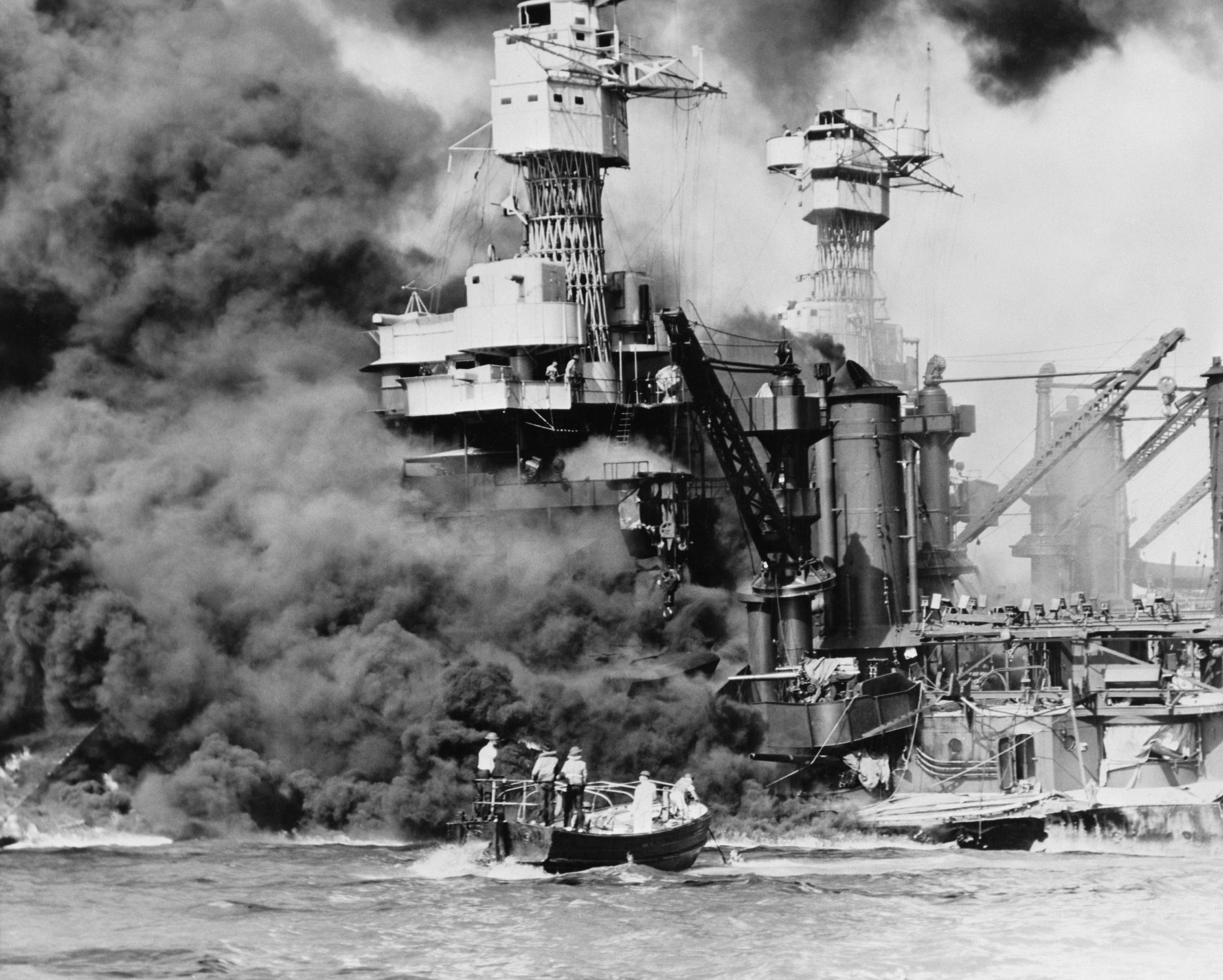
Моряки в моторной лодке спасают человека из воды рядом с горящей «Западной Вирджинией» вскоре после японского налёта на Перл-Харбор.